# Benjamin Becker
Benjamin Becker (Merzig, 16 juni 1981) is een voormalig tennisspeler uit Duitsland. Hij is in 2005 professioneel tennisser geworden. Becker speelt tennis sinds hij zeven jaar oud was.

## Carrière
In 2004 speelde Becker future-toernooien, waarin hij vier overwinningen behaalde. In 2006 won hij een challenger en versloeg hij de Rus Dmitri Toersoenov. Ook wist Becker de achtste finale te bereiken van de US Open.
In 2009 won Becker zijn eerste ATP-toernooi, namelijk het ATP-toernooi van Rosmalen. Voordat hij naar Rosmalen kwam won hij in 2009 al enkele Challengertoernooien. In Rosmalen versloeg hij in de kwartfinale de Fransman Michaël Llodra en in de halve finale Rainer Schüttler. In de finale won hij van Raemon Sluiter met 7-5,6-3.

### 2013
Hij verliest in het Queen's-grastornooi op 14 juni de kwartfinale van het eerste reekshoofd Andy Murray met 4-6, 63-7.

## Palmares
| Legenda                       | Legenda               |
| ----------------------------- | --------------------- |
| Grand Slam                    |                       |
| Olympische Spelen             |                       |
| tot 2009                      | vanaf 2009            |
| Tennis Masters Cup            | ATP Finals            |
| ATP Masters Series            | ATP Tour Masters 1000 |
| ATP International Series Gold | ATP Tour 500          |
| ATP International Series      | ATP Tour 250          |

### Enkelspel
| Nr.                  | Datum             | Toernooi     | Ondergrond | Tegenstander in finale | Score                  | Details |
| -------------------- | ----------------- | ------------ | ---------- | ---------------------- | ---------------------- | ------- |
| Gewonnen finales     |                   |              |            |                        |                        |         |
| 1.                   | 20 juni 2009      | ATP Rosmalen | Gras       | Raemon Sluiter         | 7-5, 6-3               | Details |
| Verloren finales     |                   |              |            |                        |                        |         |
| 1.                   | 30 september 2007 | ATP Bangkok  | Hardcourt  | Dmitri Toersoenov      | 2-6, 1-6               | Details |
| 2.                   | 21 juni 2014      | ATP Rosmalen | Gras       | Roberto Bautista Agut  | 6-2, 6-7, 4-6          | Details |
| Gewonnen challengers |                   |              |            |                        |                        |         |
| 1.                   | 19 maart 2006     | Salinas      | Hardcourt  | Jesse Witten           | 4-6, 6-3, 6-2          |         |
| 2.                   | 1 februari 2009   | Heilbronn    | Tapijt (i) | Karol Beck             | 6-4, 6-4               |         |
| 3.                   | 12 april 2009     | Baton Rouge  | Hardcourt  | Rajeev Ram             | 6-2, 3-6, 6-4          |         |
| 4.                   | 3 mei 2009        | Rodos        | Hardcourt  | Simon Stadler          | 7-5, 6-3               |         |
| 5.                   | 24 mei 2009       | Cremona      | Hardcourt  | Izak van der Merwe     | 7-6, 6-1               |         |
| 6.                   | 10 juni 2012      | Nottingham   | Gras       | Dmitri Toersoenov      | 4–6, 6–1, 6–4          |         |
| 7.                   | 11 november 2012  | Urtijëi      | Tapijt (i) | Andreas Seppi          | 6–1, 6–4               |         |
| 8.                   | 14 juli 2013      | Istanbul     | Hardcourt  | Dudi Sela              | 6–1, 2–6, 3–2, opgave. |         |
| 9.                   | 3 november 2013   | Eckental     | Tapijt (i) | Ruben Bemelmans        | 2–6, 7–6, 6–4          |         |

### Dubbelspel
| Nr.                           | Datum            | Toernooi        | Ondergrond | Partner        | Tegenstanders in finale | Score    | Details |
| ----------------------------- | ---------------- | --------------- | ---------- | -------------- | ----------------------- | -------- | ------- |
| Verloren finales heren dubbel |                  |                 |            |                |                         |          |         |
| 1.                            | 2 augustus 2009  | ATP Los Angeles | Hardcourt  | Frank Moser    | Bob Bryan Mike Bryan    | 6-4, 7-6 | Details |
| 2.                            | 14 februari 2010 | ATP San José    | Hardcourt  | Leonardo Mayer | Mardy Fish Sam Querrey  | 6-7, 5-7 | Details |

## Prestatietabel
| Legenda | Legenda                          |
| ------- | -------------------------------- |
| g.t.    | geen toernooi gehouden           |
| l.c.    | lagere categorie                 |
| –       | niet deelgenomen                 |
| G       | uitgeschakeld in de groepsfase   |
| 1R      | uitgeschakeld in de eerste ronde |
| 2R      | uitgeschakeld in de tweede ronde |
| 3R      | uitgeschakeld in de derde ronde  |
| 4R      | uitgeschakeld in de vierde ronde |
| KF      | uitgeschakeld in de kwartfinale  |
| HF      | uitgeschakeld in de halve finale |
| F       | de finale verloren               |
| W       | het toernooi gewonnen            |
| w-v     | winst/verlies-balans             |

### Prestatietabel enkelspel
| Toernooi              | 2006          | 2007          | 2008  | 2009          | 2010          | 2011          | 2012  | 2013          | 2014          | 2015          | 2016 | 2017 | Carrière w-v |
| --------------------- | ------------- | ------------- | ----- | ------------- | ------------- | ------------- | ----- | ------------- | ------------- | ------------- | ---- | ---- | ------------ |
| Grandslamtoernooien   |               |               |       |               |               |               |       |               |               |               |      |      |              |
| Australian Open       | –             | 1R            | 1R    | –             | 2R            | 2R            | 1R    | 2R            | 1R            | 3R            | 1R   | –    | 5-9          |
| Roland Garros         | –             | 1R            | 1R    | –             | 1R            | –             | 1R    | 1R            | 1R            | 3R            | 1R   | –    | 2-7          |
| Wimbledon             | 2R            | 1R            | 2R    | 2R            | 2R            | –             | 2R    | 1R            | 2R            | 1R            | 2R   | –    | 7-10         |
| US Open               | 4R            | 1R            | –     | 1R            | 2R            | –             | 1R    | 2R            | 1R            | 1R            | 1R   | –    | 5-9          |
| Winst-verlies         | 4-2           | 0-4           | 1-3   | 1-2           | 3-4           | 1-1           | 1-4   | 2-4           | 1-4           | 4-3           | 1-4  | 0-0  | 19-35        |
| Tennis Masters Cup    |               |               |       |               |               |               |       |               |               |               |      |      |              |
| ATP World Tour Finals | –             | –             | –     | –             | –             | –             | –     | –             | –             | –             |      |      | 0-0          |
| ATP Masters 1000      |               |               |       |               |               |               |       |               |               |               |      |      |              |
| Indian Wells          | –             | 1R            | 1R    | –             | 1R            | 2R            | –     | 1R            | 1R            | 1R            | –    | –    | 1-7          |
| Miami                 | –             | 1R            | 2R    | 2R            | 4R            | 1R            | 2R    | 1R            | 4R            | 1R            | 1R   | 1R   | 9-11         |
| Monte Carlo           | –             | 2R            | –     | –             | 2R            | –             | –     | –             | –             | 1R            | –    | –    | 2-3          |
| Rome                  | –             | 1R            | –     | –             | 1R            | –             | –     | –             | –             | –             | –    | –    | 0-2          |
| Hamburg               | –             | 1R            | –     | l.c.          | l.c.          | l.c.          | l.c.  | l.c.          | l.c.          | l.c.          | l.c. | l.c. | 0-1          |
| Madrid                | –             | –             | –     | –             | 2R            | –             | –     | –             | 1R            | 1R            | –    | –    | 1-3          |
| Montréal/Toronto      | –             | –             | –     | –             | –             | –             | –     | 1R            | –             | 1R            | –    | –    | 0-2          |
| Cincinnati            | –             | 1R            | 1R    | 2R            | 1R            | –             | –     | 2R            | 2R            | –             | –    | –    | 3-6          |
| Shanghai              | l.c.          | l.c.          | l.c.  | 1R            | 1R            | –             | –     | –             | –             | –             | –    | –    | 0-2          |
| Parijs                | –             | –             | –     | 2R            | 2R            | –             | –     | –             | –             | –             | –    | –    | 2-2          |
| Olympische Spelen     |               |               |       |               |               |               |       |               |               |               |      |      |              |
| Olympische Spelen     | geen toernooi | geen toernooi | –     | geen toernooi | geen toernooi | geen toernooi | –     | geen toernooi | geen toernooi | geen toernooi |      | g.t. | 0-0          |
| Statistieken          |               |               |       |               |               |               |       |               |               |               |      |      |              |
| Totaal aantal titels  | 0             | 0             | 0     | 1             | 0             | 0             | 0     | 0             | 0             | 0             | 0    | 0    | 1            |
| Totaal winst-verlies  | 9-8           | 21-32         | 11-20 | 14-19         | 29-31         | 3-9           | 10-14 | 9-20          | 27-26         | 11-20         | 9-18 | 0-3  | 153-220      |
| Eindejaarsranking     | 58            | 84            | 129   | 40            | 53            | 304           | 65    | 79            | 40            | 97            | 119  | 519  |              |

### Prestatietabel grand slam, dubbelspel
| Toernooi        | 2007 | 2008 | 2009 | 2010 | 2011 | 2012 | 2013 | 2014 | 2015 | 2016 | Carrière w-v |
| --------------- | ---- | ---- | ---- | ---- | ---- | ---- | ---- | ---- | ---- | ---- | ------------ |
| Australian Open | 1R   | –    | –    | 1R   | 3R   | –    | 1R   | 1R   | 3R   | 2R   | 5-7          |
| Roland Garros   | 1R   | –    | –    | 2R   | –    | 2R   | 1R   | 1R   | 1R   |      | 2-5          |
| Wimbledon       | 3R   | –    | 1R   | –    | –    | 2R   |      | 1R   | 1R   |      | 3-5          |
| US Open         | 1R   | –    | –    | 2R   | –    | 1R   | –    | 2R   | –    |      | 2-5          |

## Trivia
- Benjamin is geen familie van Boris Becker. Ze dragen wel dezelfde kledinglijn.
- Benjamin Becker won in 2006 tijdens de US Open in de derde ronde van Andre Agassi, die daarmee zijn laatste wedstrijd had gespeeld.